# Poecilipta
Genre
Poecilipta est un genre d'araignées aranéomorphes de la famille des Corinnidae.

## Distribution
Les espèces de ce genre se rencontrent en Australie et en Nouvelle-Calédonie.

## Liste des espèces
Selon World Spider Catalog (version 23.0, 28/02/2022) :
- Poecilipta carnarvon Raven, 2015
- Poecilipta contorqua Raven, 2015
- Poecilipta davidi Raven, 2015
- Poecilipta elvis Raven, 2015
- Poecilipta formiciformis (Rainbow, 1904)
- Poecilipta gloverae Raven, 2015
- Poecilipta harveyi Raven, 2015
- Poecilipta janthina Simon, 1896
- Poecilipta jilbadji Raven, 2015
- Poecilipta kgari Raven, 2015
- Poecilipta kohouti Raven, 2015
- Poecilipta lugubris Raven, 2015
- Poecilipta mandjelia Raven, 2015
- Poecilipta marengo Raven, 2015
- Poecilipta metallica Raven, 2015
- Poecilipta micaelae Raven, 2015
- Poecilipta qunats Raven, 2015
- Poecilipta rawlinsonae Raven, 2015
- Poecilipta ruthae Santana & Raven, 2015
- Poecilipta samueli Raven, 2015
- Poecilipta smaragdinea (Simon, 1909)
- Poecilipta tinda Raven, 2015
- Poecilipta venusta Rainbow, 1904
- Poecilipta waldockae Raven, 2015
- Poecilipta wallacei Raven, 2015
- Poecilipta yambuna Raven, 2015
- Poecilipta zbigniewi Raven, 2015

## Systématique et taxinomie
Ce genre a été décrit par Simon en 1897 dans les Clubionidae. Il est placé dans les Corinnidae par Lehtinen en 1967.

## Publication originale
- Simon, 1897 : Histoire naturelle des araignées. Paris, vol. 2, p. 1-192 (texte intégral).